# Piotr Leciejewski
Piotr Leciejewski (Legnica, Polonia, 23 de marzo de 1985) es un futbolista polaco que juega de portero. Actualmente está libre tras abandonar el Zagłębie Lubin de la Ekstraklasa polaca.

## Clubes
| Club                  | País    | Año         | PJ  | Goles |
| --------------------- | ------- | ----------- | --- | ----- |
| Górnik Zabrze         | Polonia | 2004 - 2006 | 0   | 0     |
| GKS Katowice (cedido) | Polonia | 2005        | 1   | 0     |
| Górnik Łęczna         | Polonia | 2006 - 2007 | 17  | 0     |
| Korona Kielce         | Polonia | 2007        | 0   | 0     |
| Sogndal Fotball       | Noruega | 2008 - 2010 | 80  | 0     |
| SK Brann              | Noruega | 2011 - 2018 | 166 | 0     |
| Zagłębie Lubin        | Polonia | 2018 - 2019 | 2   | 0     |